# Sphinx Hill
Sphinx Hill – wzgórze na Wyspie Króla Jerzego, u zachodnich brzegów Zatoki Admiralicji, o wysokości 145 m n.p.m. Na północy przylega do pasma Wzgórz Ratowników, na zachodzie u jego podnóży rozciąga się Lodowiec Sfinksa. Nazwę nadała w latach 50. XX wieku brytyjska ekspedycja naukowa pod kierownictwem Johna Biscoe. Nazwa ta nawiązuje do kształtu wzgórza, przypominającego Wielkiego Sfinksa w Gizie. Wzgórze znajduje się na terenie Szczególnie Chronionego Obszaru Antarktyki "Zachodni brzeg Zatoki Admiralicji" (ASPA 128).